# Championnat du monde féminin de volley-ball 2006
Navigation
Allemagne 2002 Japon 2010
Le 15e Championnat du monde de volley-ball féminin 2006 se déroule au Japon, du 31 octobre au 16 novembre 2006.

## Équipes engagées
- Afrique
  -  Cameroun
  -  Égypte
  -  Kenya
- Amérique du Nord
  -  États-Unis
  -  Mexique
  -  Porto Rico
  -  Costa Rica
- Amérique du Sud
  -  Brésil
  -  Cuba
  -  République dominicaine
  -  Pérou
- Asie-Océanie
  -  Japon (organisateur)
  -  Chine
  -  Corée du Sud
  -  Kazakhstan
  -  Taipei chinois
- Europe
  -  Italie (tenant)
  -  Azerbaïdjan
  -  Allemagne
  -  Pays-Bas
  -  Pologne
  -  Russie
  -  Serbie-et-Monténégro
  -  Turquie

## Principe de la compétition
Le premier tour se déroule sous forme de championnat, chaque équipe rencontre les 5 autres formations de son groupe. Les 4 premiers de chaque groupe sont qualifiés. 
Ces 16 équipes sont reparties en deux groupes. Les équipes qualifiées du groupe A se retrouvent avec celles du groupe D. Celles du groupe B avec celles du groupe C. Le second tour se déroule à nouveau sous forme de championnat où chaque équipe rencontre les 4 formations qui n'étaient pas dans son groupe initial. Les résultats et points du premier tour sont conservés.
Les 2 premiers de chaque groupe sont qualifiés pour des demi-finales croisées et ensuite la finale.
Les équipes ayant fini 3e et 4e de chaque groupe font les matches de classement de la 5e à la 8e place. Les équipes ayant fini 5e et 6e de chaque groupe font les matches de classement de la 9e à la 12e place.

## 1ertour

### Composition des groupes
| Groupe A                                           | Groupe B                                                          | Groupe C                                                  | Groupe D                                              |
| -------------------------------------------------- | ----------------------------------------------------------------- | --------------------------------------------------------- | ----------------------------------------------------- |
| Corée du Sud Costa Rica Japon Kenya Pologne Taïwan | Azerbaïdjan Chine Allemagne Mexique République dominicaine Russie | Brésil Cameroun Kazakhstan Pays-Bas Porto Rico États-Unis | Cuba Égypte Italie Pérou Serbie-et-Monténégro Turquie |

### Groupe A (Tokyo)
| # | Équipe       | Pts | J | G | P | Sp | Sc | Ratio | Pp  | Pc  | Ratio |
| - | ------------ | --- | - | - | - | -- | -- | ----- | --- | --- | ----- |
| 1 | Taïwan       | 10  | 5 | 5 | 0 | 15 | 4  | 3.75  | 455 | 371 | 1.226 |
| 2 | Japon        | 9   | 5 | 4 | 1 | 13 | 5  | 2.6   | 437 | 354 | 1.234 |
| 3 | Pologne      | 8   | 5 | 3 | 2 | 11 | 10 | 1.1   | 483 | 455 | 1.062 |
| 4 | Corée du Sud | 7   | 5 | 2 | 3 | 11 | 9  | 1.222 | 458 | 404 | 1.134 |
| 5 | Costa Rica   | 6   | 5 | 1 | 4 | 4  | 14 | 0.286 | 303 | 425 | 0.713 |
| 6 | Kenya        | 5   | 5 | 0 | 5 | 3  | 15 | 0.2   | 311 | 438 | 0.71  |

### Groupe B (Sapporo)
| # | Équipe           | Pts | J | G | P | Sp | Sc | Ratio | Pp  | Pc  | Ratio |
| - | ---------------- | --- | - | - | - | -- | -- | ----- | --- | --- | ----- |
| 1 | Russie           | 10  | 5 | 5 | 0 | 15 | 4  | 3.75  | 451 | 371 | 1.216 |
| 2 | Allemagne        | 9   | 5 | 4 | 1 | 13 | 4  | 3.25  | 413 | 354 | 1.167 |
| 3 | Chine            | 8   | 5 | 3 | 2 | 11 | 7  | 1.571 | 413 | 378 | 1.093 |
| 4 | Azerbaïdjan      | 7   | 5 | 2 | 3 | 8  | 10 | 0.8   | 406 | 381 | 1.066 |
| 5 | Rép. dominicaine | 6   | 5 | 1 | 4 | 5  | 12 | 0.417 | 348 | 392 | 0.888 |
| 6 | Mexique          | 5   | 5 | 0 | 5 | 0  | 15 | 0     | 210 | 375 | 0.56  |

### Groupe C (Kobe)
| # | Équipe     | Pts | J | G | P | Sp | Sc | Ratio | Pp  | Pc  | Ratio |
| - | ---------- | --- | - | - | - | -- | -- | ----- | --- | --- | ----- |
| 1 | Brésil     | 10  | 5 | 5 | 0 | 15 | 2  | 7.5   | 411 | 287 | 1.432 |
| 2 | États-Unis | 9   | 5 | 4 | 1 | 12 | 7  | 1.714 | 430 | 373 | 1.153 |
| 3 | Pays-Bas   | 8   | 5 | 3 | 2 | 13 | 8  | 1.625 | 466 | 440 | 1.059 |
| 4 | Porto Rico | 7   | 5 | 2 | 3 | 6  | 10 | 0.6   | 334 | 381 | 0.877 |
| 5 | Kazakhstan | 6   | 5 | 1 | 4 | 8  | 12 | 0.667 | 420 | 442 | 0.95  |
| 6 | Cameroun   | 5   | 5 | 0 | 5 | 0  | 15 | 0     | 237 | 375 | 0.632 |

### Groupe D (Nagoya)
| # | Équipe               | Pts | J | G | P | Sp | Sc | Ratio | Pp  | Pc  | Ratio |
| - | -------------------- | --- | - | - | - | -- | -- | ----- | --- | --- | ----- |
| 1 | Serbie-et-Monténégro | 10  | 5 | 5 | 0 | 15 | 4  | 3.75  | 464 | 388 | 1.196 |
| 2 | Italie               | 9   | 5 | 4 | 1 | 13 | 4  | 3.25  | 415 | 315 | 1.317 |
| 3 | Cuba                 | 8   | 5 | 3 | 2 | 11 | 8  | 1.375 | 432 | 388 | 1.113 |
| 4 | Turquie              | 7   | 5 | 2 | 3 | 6  | 11 | 0.545 | 368 | 359 | 1.025 |
| 5 | Pérou                | 6   | 5 | 1 | 4 | 9  | 12 | 0.75  | 419 | 447 | 0.937 |
| 6 | Égypte               | 5   | 5 | 0 | 5 | 0  | 15 | 0     | 174 | 374 | 0.465 |

## 2etour

### Groupe E (Nagoya)
| # | Équipe               | Pts | J | G | P | Sp | Sc | Ratio | Pp  | Pc  | Ratio |
| - | -------------------- | --- | - | - | - | -- | -- | ----- | --- | --- | ----- |
| 1 | Italie               | 13  | 7 | 6 | 1 | 19 | 4  | 4.75  | 568 | 448 | 1.268 |
| 2 | Serbie-et-Monténégro | 13  | 7 | 6 | 1 | 20 | 7  | 2.857 | 628 | 563 | 1.115 |
| 3 | Cuba                 | 12  | 7 | 5 | 2 | 17 | 7  | 2.429 | 578 | 532 | 1.086 |
| 4 | Japon                | 11  | 7 | 4 | 3 | 14 | 14 | 1     | 652 | 644 | 1.012 |
| 5 | Taïwan               | 10  | 7 | 3 | 4 | 12 | 16 | 0.75  | 574 | 636 | 0.903 |
| 6 | Turquie              | 9   | 7 | 2 | 5 | 7  | 16 | 0.438 | 493 | 540 | 0.913 |
| 7 | Corée du Sud         | 8   | 7 | 1 | 6 | 8  | 18 | 0.444 | 552 | 592 | 0.932 |
| 8 | Pologne              | 8   | 7 | 1 | 6 | 5  | 20 | 0.25  | 524 | 614 | 0.853 |

### Groupe F (Osaka)
| # | Équipe      | Pts | J | G | P | Sp | Sc | Ratio | Pp  | Pc  | Ratio |
| - | ----------- | --- | - | - | - | -- | -- | ----- | --- | --- | ----- |
| 1 | Brésil      | 14  | 7 | 7 | 0 | 21 | 5  | 4.2   | 628 | 517 | 1.215 |
| 2 | Russie      | 13  | 7 | 6 | 1 | 19 | 6  | 3.167 | 596 | 512 | 1.164 |
| 3 | Pays-Bas    | 11  | 7 | 4 | 3 | 16 | 13 | 1.231 | 620 | 646 | 0.96  |
| 4 | Chine       | 10  | 7 | 3 | 4 | 15 | 14 | 1.071 | 648 | 642 | 1.009 |
| 5 | Allemagne   | 10  | 7 | 3 | 4 | 14 | 13 | 1.077 | 609 | 606 | 1.005 |
| 6 | États-Unis  | 10  | 7 | 3 | 4 | 12 | 16 | 0.75  | 605 | 608 | 0.995 |
| 7 | Azerbaïdjan | 9   | 7 | 2 | 5 | 8  | 17 | 0.471 | 549 | 585 | 0.938 |
| 8 | Porto Rico  | 7   | 7 | 0 | 7 | 0  | 21 | 0     | 394 | 533 | 0.739 |

## Tour final

### Classement 9 à 12
|  | Tour de classement                | Tour de classement          |            |   | 9e place                          | 9e place                          |
|  | Tour de classement                | Tour de classement          |            |   | 9e place                          | 9e place                          |
|  |                                   |                             |            |   |                                   |                                   |
|  | 15-11-06, 15-25 20-25 21-25       | 15-11-06, 15-25 20-25 21-25 |            |   | 16-11-06, 25-22 23-25 25-17 25-16 | 16-11-06, 25-22 23-25 25-17 25-16 |
|  | 15-11-06, 15-25 20-25 21-25       | 15-11-06, 15-25 20-25 21-25 |            |   | 16-11-06, 25-22 23-25 25-17 25-16 | 16-11-06, 25-22 23-25 25-17 25-16 |
|  | Taïwan                            | 0                           |            |   | 16-11-06, 25-22 23-25 25-17 25-16 | 16-11-06, 25-22 23-25 25-17 25-16 |
|  | Taïwan                            | 0                           |            |   | 16-11-06, 25-22 23-25 25-17 25-16 | 16-11-06, 25-22 23-25 25-17 25-16 |
|  | États-Unis                        | 3                           |            |   | 16-11-06, 25-22 23-25 25-17 25-16 | 16-11-06, 25-22 23-25 25-17 25-16 |
|  | États-Unis                        | 3                           | États-Unis | 3 |                                   |                                   |
|  | 15-11-06, 25-23 16-25 20-25 25-27 |                             | États-Unis | 3 |                                   |                                   |
|  |                                   | Turquie                     | 1          |   |                                   |                                   |
|  | Allemagne                         | Turquie                     | 1          | 1 |                                   |                                   |
|  | Allemagne                         |                             |            | 1 |                                   |                                   |
|  | Turquie                           | 3                           |            |   |                                   |                                   |
|  | Turquie                           | 3                           | 11e place  |   |                                   |                                   |
|  |                                   |                             |            |   |                                   |                                   |
|  | 16-11-06, 15-25 19-25 15-25       |                             |            |   |                                   |                                   |
|  |                                   |                             |            |   |                                   |                                   |
|  | Taïwan                            | 0                           |            |   |                                   |                                   |
|  | Taïwan                            | 0                           |            |   |                                   |                                   |
|  | Allemagne                         | 3                           |            |   |                                   |                                   |
|  | Allemagne                         | 3                           |            |   |                                   |                                   |

### Classement 5 à 8
|  | Tour de classement                | Tour de classement                |          |   | 5e place                    | 5e place                    |
|  | Tour de classement                | Tour de classement                |          |   | 5e place                    | 5e place                    |
|  |                                   |                                   |          |   |                             |                             |
|  | 15-11-06, 24-26 21-25 28-26 20-25 | 15-11-06, 24-26 21-25 28-26 20-25 |          |   | 16-11-06, 25-19 25-22 25-22 | 16-11-06, 25-19 25-22 25-22 |
|  | 15-11-06, 24-26 21-25 28-26 20-25 | 15-11-06, 24-26 21-25 28-26 20-25 |          |   | 16-11-06, 25-19 25-22 25-22 | 16-11-06, 25-19 25-22 25-22 |
|  | Cuba                              | 1                                 |          |   | 16-11-06, 25-19 25-22 25-22 | 16-11-06, 25-19 25-22 25-22 |
|  | Cuba                              | 1                                 |          |   | 16-11-06, 25-19 25-22 25-22 | 16-11-06, 25-19 25-22 25-22 |
|  | Chine                             | 3                                 |          |   | 16-11-06, 25-19 25-22 25-22 | 16-11-06, 25-19 25-22 25-22 |
|  | Chine                             | 3                                 | Chine    | 3 |                             |                             |
|  | 15-11-06, 21-25 27-25 21-25 21-25 |                                   | Chine    | 3 |                             |                             |
|  |                                   | Japon                             | 0        |   |                             |                             |
|  | Pays-Bas                          | Japon                             | 0        | 1 |                             |                             |
|  | Pays-Bas                          |                                   |          | 1 |                             |                             |
|  | Japon                             | 3                                 |          |   |                             |                             |
|  | Japon                             | 3                                 | 7e place |   |                             |                             |
|  |                                   |                                   |          |   |                             |                             |
|  | 16-11-06, 25-22 25-16 25-23       |                                   |          |   |                             |                             |
|  |                                   |                                   |          |   |                             |                             |
|  | Cuba                              | 3                                 |          |   |                             |                             |
|  | Cuba                              | 3                                 |          |   |                             |                             |
|  | Pays-Bas                          | 0                                 |          |   |                             |                             |
|  | Pays-Bas                          | 0                                 |          |   |                             |                             |

### Classement 1 à 4
|  | Demi-finales                      | Demi-finales                |                        |   | Finale                                  | Finale                                  |
|  | Demi-finales                      | Demi-finales                |                        |   | Finale                                  | Finale                                  |
|  |                                   |                             |                        |   |                                         |                                         |
|  | 15-11-06, 19-25 16-25 20-25       | 15-11-06, 19-25 16-25 20-25 |                        |   | 16-11-06, 15-25 25-23 25-18 20-25 15-13 | 16-11-06, 15-25 25-23 25-18 20-25 15-13 |
|  | 15-11-06, 19-25 16-25 20-25       | 15-11-06, 19-25 16-25 20-25 |                        |   | 16-11-06, 15-25 25-23 25-18 20-25 15-13 | 16-11-06, 15-25 25-23 25-18 20-25 15-13 |
|  | Italie                            | 0                           |                        |   | 16-11-06, 15-25 25-23 25-18 20-25 15-13 | 16-11-06, 15-25 25-23 25-18 20-25 15-13 |
|  | Italie                            | 0                           |                        |   | 16-11-06, 15-25 25-23 25-18 20-25 15-13 | 16-11-06, 15-25 25-23 25-18 20-25 15-13 |
|  | Russie                            | 3                           |                        |   | 16-11-06, 15-25 25-23 25-18 20-25 15-13 | 16-11-06, 15-25 25-23 25-18 20-25 15-13 |
|  | Russie                            | 3                           | Russie                 | 3 |                                         |                                         |
|  | 15-11-06, 25-17 25-14 21-25 25-20 |                             | Russie                 | 3 |                                         |                                         |
|  |                                   | Brésil                      | 2                      |   |                                         |                                         |
|  | Serbie-et-Monténégro              | Brésil                      | 2                      | 1 |                                         |                                         |
|  | Serbie-et-Monténégro              |                             |                        | 1 |                                         |                                         |
|  | Brésil                            | 3                           |                        |   |                                         |                                         |
|  | Brésil                            | 3                           | Match pour la 3e place |   |                                         |                                         |
|  |                                   |                             |                        |   |                                         |                                         |
|  | 16-11-06, 22-25 22-25 21-25       |                             |                        |   |                                         |                                         |
|  |                                   |                             |                        |   |                                         |                                         |
|  | Italie                            | 0                           |                        |   |                                         |                                         |
|  | Italie                            | 0                           |                        |   |                                         |                                         |
|  | Serbie-et-Monténégro              | 3                           |                        |   |                                         |                                         |
|  | Serbie-et-Monténégro              | 3                           |                        |   |                                         |                                         |

## Podium final
| Classement         | Pays                   |
| ------------------ | ---------------------- |
| Médaille d'or      | Russie                 |
| Médaille d'argent  | Brésil                 |
| Médaille de bronze | Serbie-et-Monténégro   |
| 4e                 | Italie                 |
| 5e                 | Chine                  |
| 6e                 | Japon                  |
| 7e                 | Cuba                   |
| 8e                 | Pays-Bas               |
| 9e                 | États-Unis             |
| 10e                | Turquie                |
| 11e                | Allemagne              |
| 12e                | Taïwan                 |
| 13e                | Corée du Sud           |
| -                  | Azerbaïdjan            |
| 15                 | Pologne                |
| -                  | Porto Rico             |
| 17e                | Costa Rica             |
| -                  | République dominicaine |
| -                  | Kazakhstan             |
| -                  | Pérou                  |
| 21e                | Cameroun               |
| -                  | Égypte                 |
| -                  | Kenya                  |
| -                  | Mexique                |

## Récompenses individuelles
- Meilleure joueuse (MVP) : Yoshie Takeshita  Japon
- Meilleure attaquante : Rosir Calderon  Cuba
- Meilleure contreuse : Christiane Fürst  Allemagne
- Meilleure serveuse : Elena Godina  Russie
- Meilleure libero : Suzana Ćebić  Serbie-et-Monténégro
- Meilleure passeuse : Yoshie Takeshita  Japon
- Meilleure marqueuse : Neslihan Demir  Turquie